# Землекоп (рід птахів)
Землекоп (Geositta) — рід горобцеподібних птахів родини горнерових (Furnariidae). Представники цього роду мешкають в Південній Америці

## Опис
Землекопи — дрібні і середнього розміру птахи, середня довжина яких становить 11-18 см, а вага 16–54 г. Забарвлення землекопів переважно тьмяно-коричневе, хвіст короткий, а дзьоб довгий, тонкий і вигнутий. Вони ведуть наземний спосіб життя, живуть на відкритих місцевостях, гніздяться в норах. Більшість видів гніздяться в Андах і в Патагонії, за винятком бразильського землекопа, який мешкає в регіоні серрадо.

## Види
Виділяють одинадцять видів:
- Землекоп береговий (Geositta peruviana)
- Землекоп тонкодзьобий (Geositta tenuirostris)
- Землекоп світлочеревий (Geositta cunicularia)
- Землекоп андійський (Geositta punensis)
- Землекоп бразильський (Geositta poeciloptera)
- Землекоп товстодзьобий (Geositta crassirostris)
- Землекоп рудохвостий (Geositta rufipennis)
- Землекоп сірий (Geositta maritima)
- Землекоп короткодзьобий (Geositta antarctica)
- Землекоп темнокрилий (Geositta saxicolina)
- Землекоп блідий (Geositta isabellina)

## Етимологія
Наукова назва роду Geositta походить від сполучення слова дав.-гр. γεω — земля і наукової назви роду Повзик (Sitta Linnaeus, 1758).